# David Malinowski
David Malinowski é um maquiador britânico. Foi indicado ao Oscar de melhor maquiagem e penteados na edição de 2018 pelo trabalho na obra Darkest Hour, ao lado de Lucy Sibbick e Kazuhiro Tsuji.